# The Squid and the Whale
The Squid and the Whale is een Amerikaanse komedie-dramafilm uit 2005. Deze onafhankelijke film is geschreven en geregisseerd door Noah Baumbach en geproduceerd door Wes Anderson. De film vertelt het semi-autobiografische verhaal van twee broers die hun ouders' scheiding verwerken in het Brooklyn van 1986. De film werd genomineerd voor een Oscar voor beste originele scenario.

## Verhaal
Broers Walt en Frank zijn uit het veld geslagen wanneer hun ouders aankondigen te gaan scheiden. Terwijl hun ouders ruziën over de voogdij ontdekken de jongens bij welke ouder ze het beste passen. Walt schaart zich aan de kant van zijn vader, Bernard, die lesgeeft op een universiteit en zich hopeloos vastklampt aan zijn ooit veelbelovende carrière als schrijver. Frank kiest voor zijn moeder, Joan, die onlangs zelf een schrijfcarrière is begonnen en aanpapt met haar tennisleraar Ivan.

## Rolverdeling
- Jeff Daniels - Bernard Berkman
- Laura Linney - Joan Berkman
- Jesse Eisenberg - Walt Berkman
- Owen Kline - Frank Berkman
- Anna Paquin - Lili
- William Baldwin - Ivan
- Halley Feiffer - Sophie

## Productie
In 2004 schreef Baumbach mee aan het script van The Life Aquatic with Steve Zissou van zijn vriend Wes Anderson. Hij bood Anderson aan om ook zijn script van The Squid and The Whale te regisseren. Anderson was onder de indruk van het script maar overtuigde Baumbach om de film zelf te regisseren. Hij kwam wel als producent aan boord.